# 许山松
许山松（1963年4月—），男，河南上蔡人，中国政治人物，曾任最高人民检察院控告检察厅厅长、中华全国总工会书记处书记。第十四届全国人大代表。

## 生平
1984年毕业于河南省商丘师范专科学校英语系英语专业，之后在河南省平舆县第一高级中学担任教师。1990年至1993年，就读于西南政法学院法律系刑法学专业，获得硕士学位。1993年进入最高人民检察院工作，历任中共中央纪委驻最高人民检察院纪检组办公室副主任，最高人民检察院监察局副局长，办公厅副主任，案件管理办公室副主任、主任等职。2017年5月至2018年10月，担任最高人民检察院控告检察厅厅长。2018年1月至10月，担任最高人民检察院检察委员会委员。2018年10月25日，当选中华全国总工会书记处书记。2023年，当选第十四届全国人民代表大会代表、全国人民代表大会监察和司法委员会委员。